# 大和町立大和中学校
大和町立大和中学校（たいわちょうりつたいわちゅうがっこう）は、宮城県黒川郡大和町吉岡字権現堂にある公立中学校。

## 学区
- 大和町立吉岡、鶴巣、落合、吉田の各小学校学区

## 沿革
- 2007年4月 - 大和町立吉岡、鶴巣、落合、吉田の各中学校を統合して大和中学校が開校

## 校訓
「協和」「自立」

## 校歌
内藤淳一作曲

## 所在地
- 宮城県黒川郡大和町吉岡字権現堂25番地

## 著名な出身者
- 櫻井美樹（バレーボール選手：ヴィクトリーナ姫路）